# Chromocryptus
Chromocryptus is een geslacht van insecten uit de orde vliesvleugeligen (Hymenoptera) en de familie Ichneumonidae.

## Soorten
- C. alvaradoi Porter, 1985
- C. amaichus (Porter, 1967)
- C. daphoenus (Porter, 1967)
- C. diatraeae (Myers, 1931)
- C. euceras (Porter, 1967)
- C. golbachi Porter, 1985
- C. haywardi (Porter, 1967)
- C. huebrichi (Brethes, 1913)
- C. lilloi (Porter, 1967)
- C. mesorufus Cushman, 1930
- C. narthex (Porter, 1967)
- C. nodus (Porter, 1967)
- C. oreius (Porter, 1967)
- C. paranae (Porter, 1967)
- C. phrix (Porter, 1967)
- C. planosae (Fitch, 1856)
- C. poecilma (Porter, 1967)
- C. prosopis Porter, 1985
- C. tafiae (Porter, 1967)
- C. terani (Porter, 1967)
- C. teres Porter, 1985
- C. tomsici Porter, 1985
- C. vandykei Townes, 1962
- C. weemsi (Porter, 1974)